# Shunkōsai Hokushū
En aquest nom japonès, el cognom és Shunkōsai.

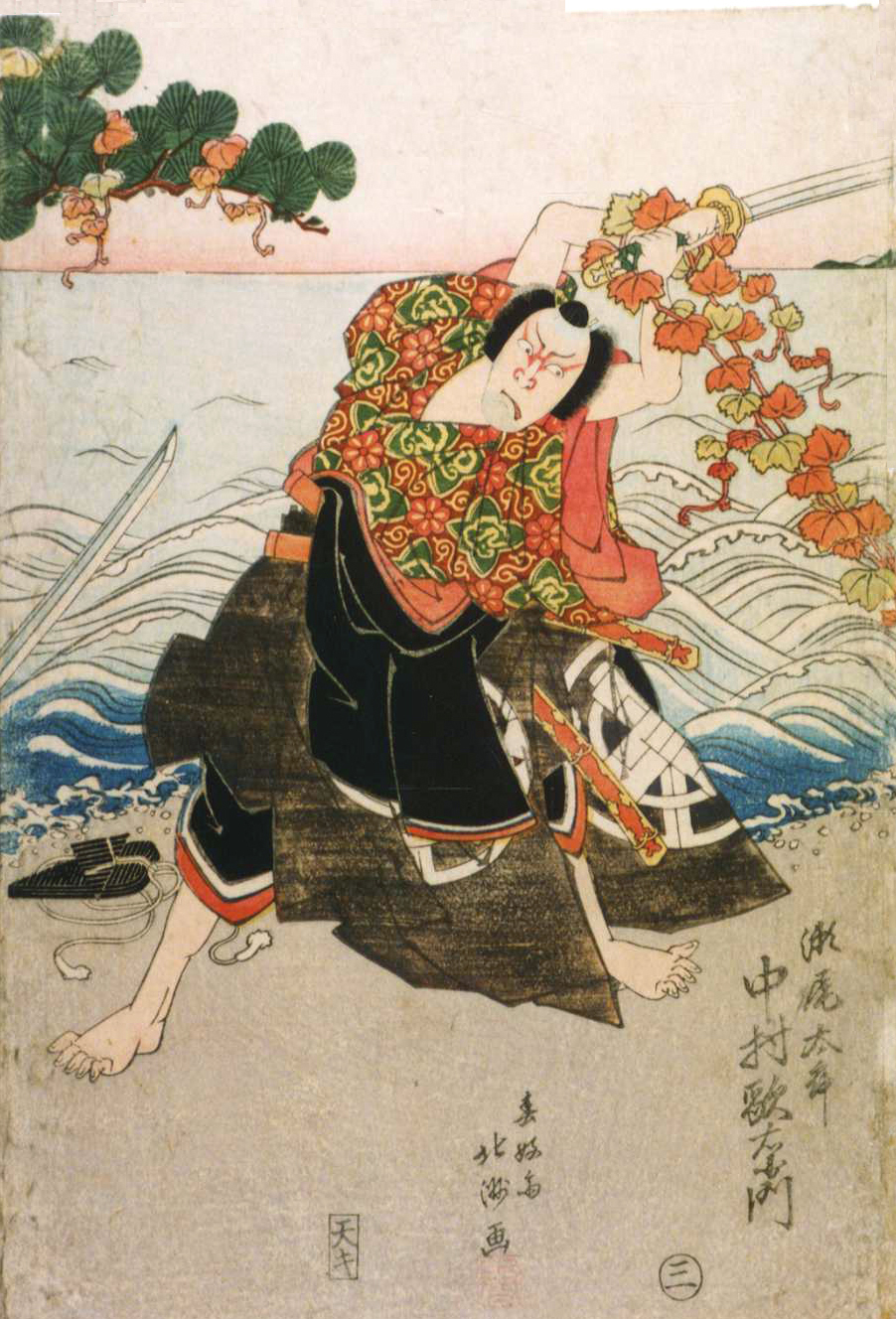
Xilografia de Shunkōsai Hokushū de l'actor kabuki Nakamura Utaemon III com a Seno-o no Tarō

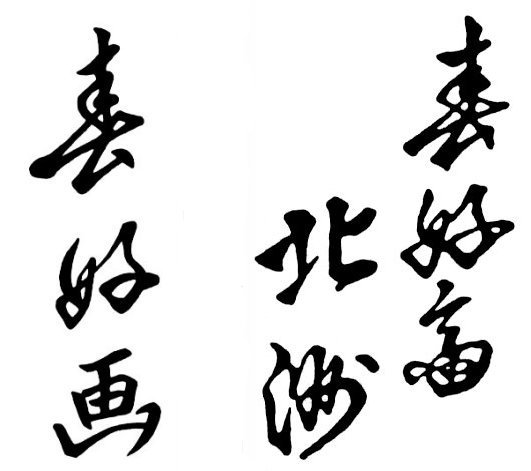
Signatures de Shunkōsai Hokushū; d'esquerra a dreta: “Shunkō ga” (春好　画) i “Shunkōsai Hokushū” (春好斎　北洲)

Shunkōsai Hokushū (japonès: 春好斎　北洲), també conegut com a Shunkō IV, va ser un dissenyador de xilografies d'estil ukiyo-e d'Osaka. Va estar actiu del 1802 al 1832. És conegut per haver estat alumne de Shōkōsai Hambei, i potser també va estudiar amb Hokusai. Va fer servir el nom de Shunkō (春好) fins al 1818, quan va canviar-se el nom pel de “Shunkōsai Hokushū”. Va ser l'artista més important d'Osaka durant les dècades de 1810–20 i va establir l'estil Osaka dels gravats d'actors.